# Caserne des Dragons de la Reine
La caserne des dragons de la Reine est un édifice située à Laon, en France. Elle se situe avenue du Maréchal-Foch sur une emprise de la partie basse de la ville à Semilly, il regroupe un ensemble de bâtiments qui forme la caserne Foch.

## Présentation
Cette caserne reprend le fronton qui est inscrit de l'ancienne caserne des dragons qui se trouvait en partie haute de la ville sur le champ Saint-Martin. Cette caserne est construite entre 1783 et 1788 pour accueillir les dragons de la reine puis est connu sous le nom de quartier Hanique ou d'artillerie, nom sous lequel il fut connu lorsqu'il accueillait le 29e régiment d'artillerie à partir de 1878 jusqu'à 1914 ; c'est ce régiment que servait le lieutenant-colonel Foch entre 1901 et 1903. Ce quartier est détruit et c'est le lycée Paul-Claudel qui est édifié sur l'emplacement.
Le quartier Foch se situe rue du Maréchal-Foch à Laon. Quelques bâtiments du quartier Foch sont aujourd'hui utilisés mais l'ancien centre de commandement qui porte le fronton est désaffecté. L'enceinte sert aussi lors d'événements festifs comme Un été dans l'Aisne.

## Images

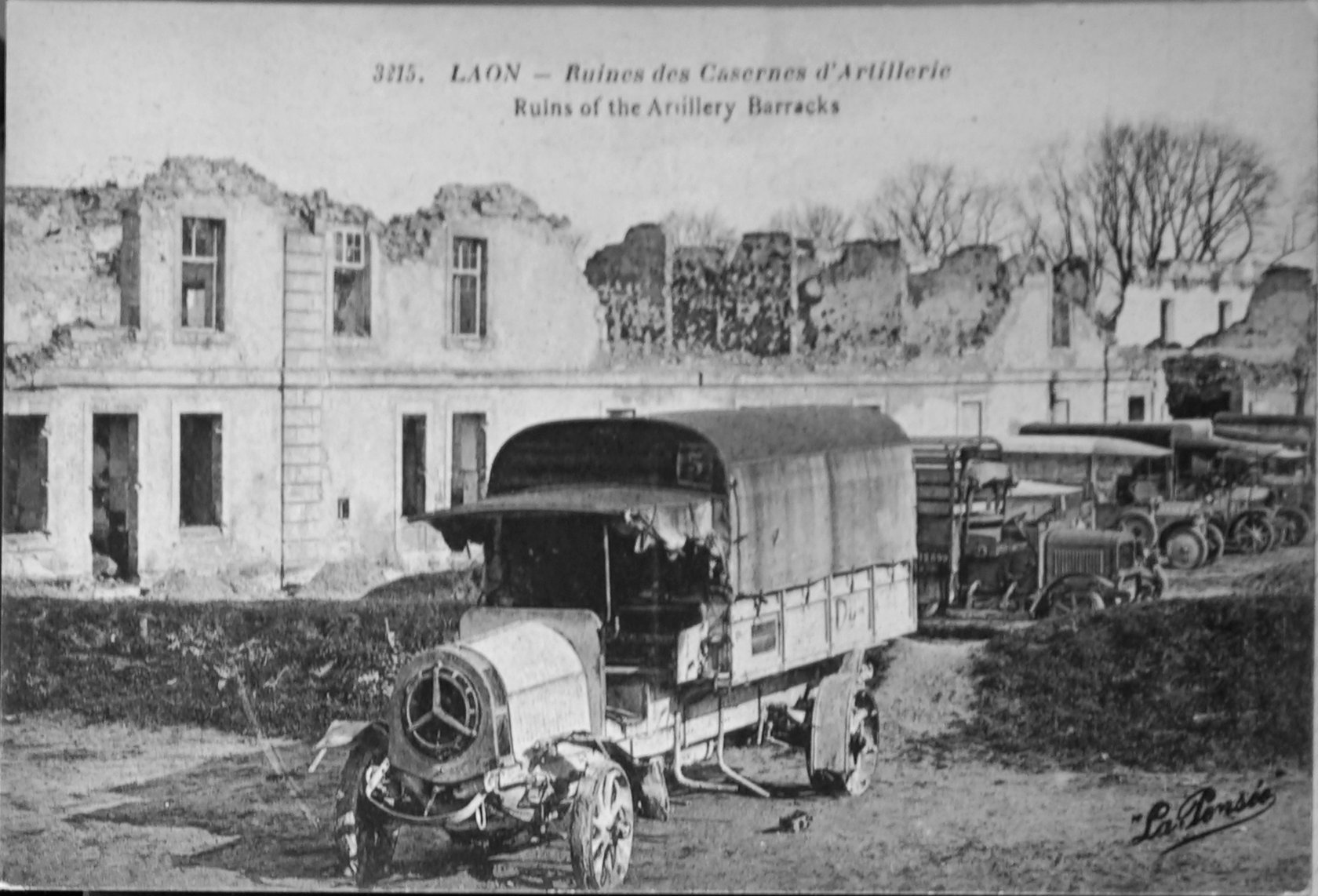
Pendant la Grande Guerre.
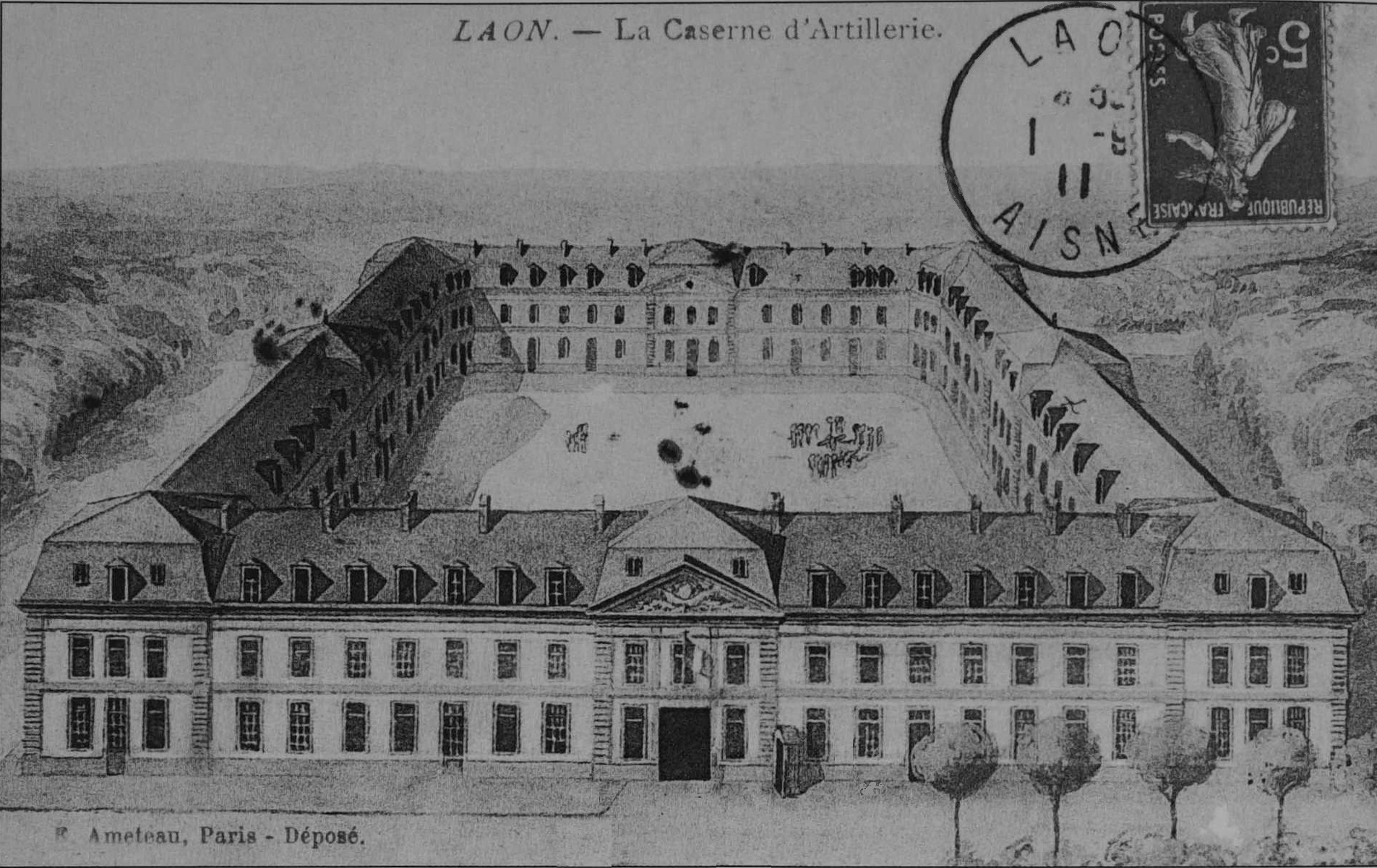
Le quartier Hanique du champ Saint-Martin.
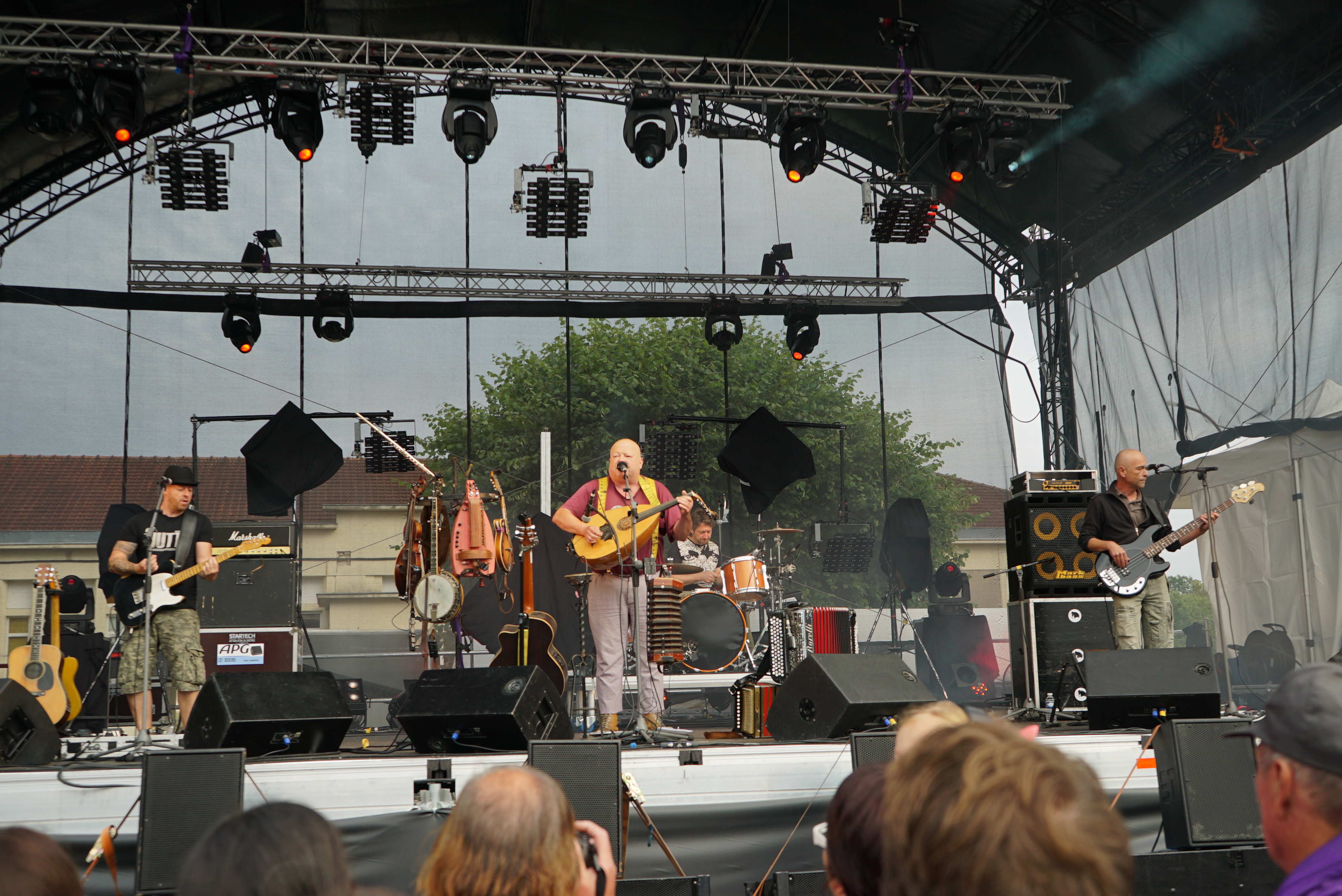
Concert de Pigalle.
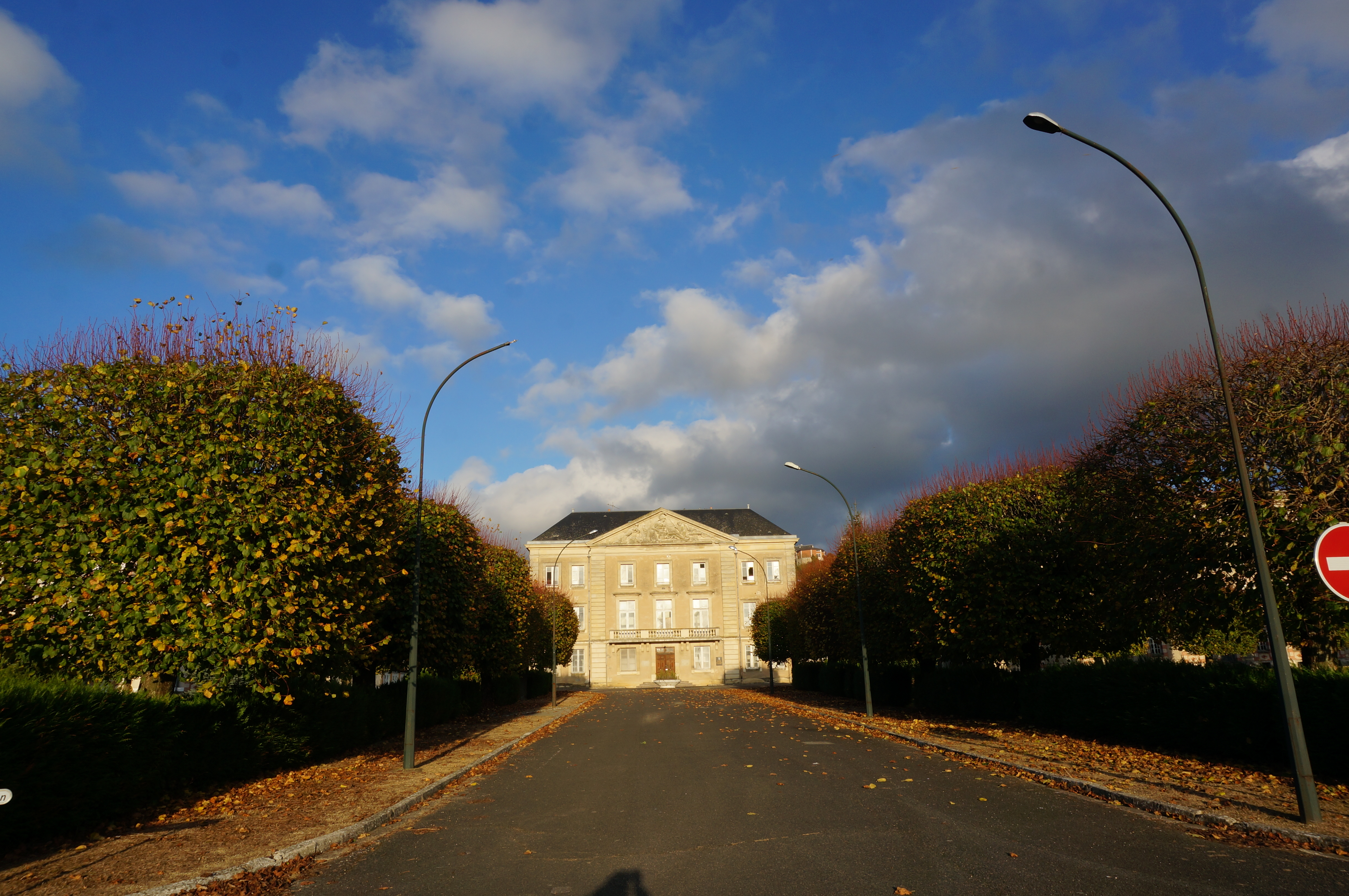
Allée du quartier Foch depuis le portail.
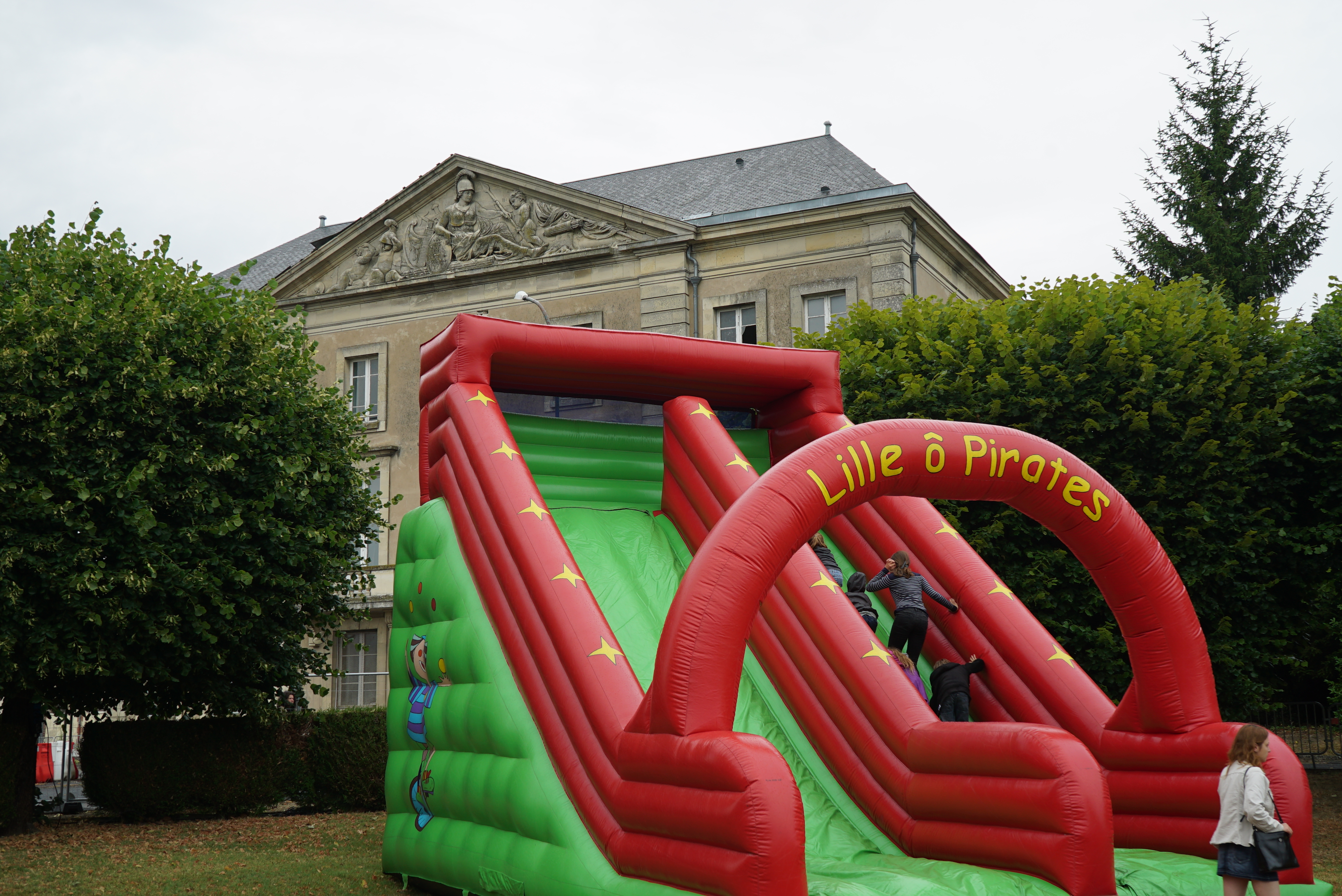
L'espace situé devant la caserne sert pour toutes sortes d'animations.